# Instalare de software
Instalarea (sau configurarea) unui software/program informatic (inclusiv drivere și pluginuri) reprezintă pregătirea programul pentru execuție. Instalarea se referă la configurarea specifică a unui software sau hardware cu scopul de a-l face utilizabil de către computer. Este necesară o copie în format electronic (digitală) a software-ului (programului) pentru a-l instala. Există diferite procese de instalare a unui software (program). Deoarece procesul variază pentru fiecare program și pentru fiecare computer în parte, programele (inclusiv sistemele de operare) vin adesea cu un program de instalare specializat responsabil să facă tot ce este necesar pentru instalare (vezi mai jos). Instalarea poate face parte dintr-un proces mai amplu de implementare a software-ului.
Instalarea implică de obicei copierea/generarea codului din fișierele de instalare în fișiere noi de pe computerul local pentru ca sistemul de operare să aibă acces mai ușor la acestea, crearea directoarelor necesare, înregistrarea variabilelor de mediu, furnizarea unui program separat pentru dezinstalare etc. Deoarece codul este în general copiat/generat în mai multe locații, dezinstalarea implică de obicei mai mult decât ștergerea folderului programului. De exemplu, poate fi nevoie ca fișierele de registru și alte programe de sistem să fie modificate sau șterse pentru o dezinstalare completă.

## Prezentare generală
Unele programe pot fi executate prin simpla copiere a acestora într-un director (folder) stocat pe un computer. Alte programe sunt furnizate într-o formă necorespunzătoare pentru execuția imediată și, prin urmare, necesită o procedură de instalare. Odată instalat, programul poate fi executat din nou și din nou, fără a fi necesară reinstalarea înainte de fiecare execuție.
Operațiunile obișnuite efectuate în timpul instalării software-ului includ:
- Asigurarea că sunt îndeplinite cerințele de sistem necesare
- Verificarea versiunilor existente ale software-ului
- Crearea sau actualizarea fișierelor și folderelor programului
- Adăugarea datelor de configurare, cum ar fi fișiere de configurare, intrări în registrul Windows sau variabile de mediu
- Software-ul este făcut accesibil utilizatorului, de exemplu prin crearea de link-uri, comenzi rapide sau marcaje
- Configurarea componentelor care rulează automat, cum ar fi daemonii sau serviciile Windows
- Efectuarea activării produsului
- Actualizarea versiunilor de software

Aceste operațiuni pot necesita anumite taxe sau pot fi gratuite. În cazul plății, costurile de instalare înseamnă costurile suportate ca urmare a instalării driverelor sau echipamentului la sediul clienților.
Unele programe de instalare pot încerca să păcălească utilizatorii să instaleze software rău intenționat, cum ar fi diferite forme de adware, bare de instrumente, trialware, un tip de shareware, sau software aparținând companiilor partenere. Pentru a preveni acest lucru este necesară o atenție suplimentară la ceea ce se cere exact a fi instalat. Instalarea software-ului suplimentar poate fi pur și simplu omisă sau debifată (acest lucru poate necesita ca utilizatorul să folosească versiunea „personalizată”, „detaliată” sau „expert” a procedurii de instalare). Un astfel de comportament rău intenționat nu este neapărat o decizie a dezvoltatorilor de software sau a companiei lor, ci poate fi și o problemă a site-urilor cu programe de instalare externe, cum ar fi Download.com de la CNET.

## Necesitate
Așa cum s-a menționat mai devreme, unele programe de calculator nu necesită instalare. Acest lucru a fost cândva obișnuit pentru multe programe care rulează pe DOS, Classic Mac OS, Atari TOS și AmigaOS. Pe măsură ce mediile de calcul au devenit mai complexe și hard disk-urile fixe au înlocuit dischetele, a apărut nevoia unei instalări tangibile. De exemplu, Commodore a lansat programul de instalare pentru Amiga.
O clasă de aplicații moderne care nu necesită instalare este cunoscută sub denumirea de aplicații portabile, deoarece pot fi mutate pe diferite computere și rulate. În mod similar, există sisteme de operare live, care nu necesită instalare și pot fi rulate direct de pe un CD, DVD, memorie USB încărcabile sau încărcate în rețea precum în cazul thin client. Exemple sunt AmigaOS 4.0, diverse distribuții Linux, versiunile MorphOS sau Mac OS de la versiunea 1.0 la 9.0. (Vezi Live CD și Live USB). Aplicațiile web, care rulează în interiorul unui browser web, nu necesită instalare.

## Tipuri

### Instalare personalizată
O instalare personalizată permite utilizatorului să aleagă să selecteze componentele sau părțile care trebuie instalate. Acest lucru este uneori preferat instalării suitei complete de componente software. Uneori este nevoie de o instalare personalizată în cazul în care sunt necesare doar componentele de bază, care au dimensiuni mai mici, în loc de componentele complete, care pot ocupa prea mult spațiu pe hard disk.

### Instalare asistată
Pe sistemele Windows, aceasta este cea mai răspândită formă de instalare. Un proces de instalare are de obicei nevoie de un utilizator care participă la el pentru a face alegeri, cum ar fi acceptarea sau refuzarea unui acord legal între producătorul și cumpărătorul software-ului (EULA), specificarea preferințelor precum locația de instalare, furnizarea parolelor sau ajutarea la activarea produsului. În mediile grafice, programele de instalare care oferă o interfață bazată pe un program expert sunt ceva obișnuit. Programele de instalare asistată pot cere utilizatorilor să ajute la reducerea erorilor. De exemplu, dacă discul pe care se instalează programul este plin, programul de instalare poate cere utilizatorului să specifice o altă locație sau să elibereze suficient spațiu pe disc. O concepție greșită des întâlnită este dezarhivarea, care nu este considerată o acțiune de instalare, deoarece nu include opțiunile utilizatorului, cum ar fi acceptarea sau refuzul EULA.

### Instalare silențioasă
O „instalare silențioasă” este o instalare care nu afișează mesaje sau ferestre în timpul ce funcționează. „Instalarea silențioasă” nu este același lucru cu „instalarea nesupravegheată” (vezi mai jos). Toate instalările silențioase sunt nesupravegheate, dar nu toate instalările nesupravegheate sunt silențioase. Motivul din spatele unei instalări silențioase poate fi comoditatea sau subterfugiul. Programele malware și virușii pot fi instalați silențios atunci când o persoană face clic pe un link în timp ce lucrează la o ceva ce crede că este real, dar este de fapt un program de descărcare al unui hacker.  Pentru utilizatorii normali, instalarea silențioasă nu este de mare folos, dar în organizațiile mai mari unde lucrează mii de utilizatori, implementarea aplicațiilor devine o sarcină tipică și, din acest motiv, instalarea silențioasă este efectuată astfel încât aplicația să fie instalată în fundal fără a afecta munca utilizatorul. Parametrii silențioși pot varia de la software la software; pentru a verifica dacă un software/o aplicație are parametri silențioși, procedați în felul acesta: „ <software.exe> /?” sau „ <software.exe> /help” sau „<software.exe> -help”.

Instalarea silențioasă a unui program software poate fi utilizată pentru a implementa un program în rețelele din instituțiile de învățământ, inclusiv învățământul primar, secundar și universități, pe lângă rețelele de afaceri, guvernamentale și corporative. Persoana care gestionează instalarea silențioasă poate alege să adauge o comandă rapidă pe desktop, de exemplu, pentru a instala în  mod  silențios Google Drive cu o ajutorul acesteia :
```
GoogleDrive
.
exe
 
-
-silent
 
-
-desktop_shortcut
=
true

```

### Instalare nesupravegheată
Instalare care se realizează fără interacțiunea utilizatorului în timpul procesului de instalare sau fără niciun utilizator prezent. Unul dintre motivele de a utiliza această abordare este automatizarea instalării unui număr mare de sisteme. O instalare nesupravegheată fie nu necesită ca utilizatorul să furnizeze informații, fie a primit toate datele necesare înainte de începerea instalării. O astfel de intrare poate fi sub formă de comutatoare de linie de comandă sau fișier de răspuns, un fișier care conține toți parametrii necesari. Windows XP și majoritatea distribuțiilor Linux sunt exemple de sisteme de operare care pot fi instalate cu un fișier de răspuns. În cazul instalării nesupravegheate, se presupune că nu există niciun utilizator care să ajute la reducerea erorilor. De exemplu, dacă mediul de instalare este defect, programul de instalare nu ar trebui să poată finaliza instalarea, deoarece nu există niciun utilizator care să remedieze defecțiunea sau să înlocuiască mediul. Programele de instalare nesupravegheate pot înregistra erori într-un jurnal al computerului pentru revizuire ulterioară.

### Instalare fără operator
Instalarea efectuată fără a utiliza un monitor conectat. În cazul formelor asistate de instalare fără operator, un alt computer se conectează la computerul țintă (de exemplu, printr-o rețea locală) și preia ieșirea ecranului. Deoarece o instalare fără operator nu are nevoie de un utilizator acolo unde se află computerul țintă, programele de instalare nesupravegheate pot fi utilizate pentru a instala un program pe mai multe computere în același timp.

### Instalare programată sau automată
Reprezintă un proces de instalare care rulează la o oră prestabilită sau când apare o condiție predefinită, spre deosebire de un proces de instalare care începe în mod explicit la comanda unui utilizator. De exemplu, un administrator de sistem care dorește să instaleze o versiune ulterioară a unui program care este utilizat în momentul respectiv poate programa acea instalare să aibă loc atunci când programul nu rulează. Un sistem de operare poate instala automat un driver pentru un dispozitiv la care utilizatorul se conectează. (Vezi plug and play.) Malware-ul poate fi, de asemenea, instalat automat. De exemplu, faimosul Conficker era instalat când utilizatorul conecta un dispozitiv infectat la computer.

### Instalare curată
O instalare curată este cea care se face în absența oricăror elemente care interferează cu aceasta, cum ar fi versiunile vechi ale programului instalat sau cele rămase dintr-o instalare anterioară. Instalarea curată a unui sistem de operare este o instalare în care partiția de disc țintă este ștearsă înainte de instalare. Deoarece elementele care interferează sunt absente, o instalare curată poate avea succes acolo unde o instalare murdară poate eșua sau poate dura mult mai mult.

### Instalare în rețea
Instalarea în rețea este o instalare a unui program dintr-o resursă de rețea partajată, care se poate face prin instalarea unui sistem minimal înainte de a continua descărcarea de pachete suplimentare prin rețea. Aceasta poate fi pur și simplu o copie a suportului original, dar editorii de software care oferă licențe de site pentru clienții instituționali pot furniza o versiune destinată instalării prin intermediul unei rețele.

## Program de instalare
Un program de instalare este un program care instalează fișiere, cum ar fi aplicații, drivere sau alt software pe un computer. Unele programe de instalare sunt special concepute pentru a instala fișierele pe care le conțin; altele sunt de uz general și funcționează citind conținutul pachetului de software care urmează să fie instalat.
Acestea există atât ca „program de instalare autonom” (sau „offline”), cât și ca „program de instalare web” (sau „online”). Primul permite instalarea offline deoarece conține toate fișierele de instalare, în timp ce cel de-al doilea trebuie să descarce fișierele necesare pentru instalare de pe  internet la momentul acesteia.
Diferențele dintre un sistem de gestionare a pachetelor și un program de instalare sunt:

### Aplicație de pregătire
În timpul instalării unui program, uneori este necesară actualizarea programului de instalare sau a managerului de pachete. Pentru a face acest lucru posibil, se folosește o tehnică numită secvență de inițializare sau bootstrapping. Aceasta utilizează de obicei fișiere executabile mici care actualizează programul de instalare și pornește instalarea reală după actualizare. Acest mic program executabil se numește aplicație de pregătire. Uneori aceasta instalează și alte cerințe preliminare pentru software în timpul procesului de bootstrapping.

### Tipuri comune de programe de instalare
Creatorii de programe de instalare multi-platformă creează programe care rulează pe Windows, macOS și Linux. Un exemplu este InstallAnywhere de la Flexera Software.
Familia Windows NT include un API de instalare și un serviciu asociat numit Windows Installer. Microsoft oferă un minim de instrumente necesare pentru a crea programe de instalare folosind Windows Installer în Windows SDK , care este disponibil gratuit, concentrându-se în schimb pe API pentru a le permite dezvoltatorilor și terților să-l folosească în crearea de programe de instalare personalizate. Instrumentele terților pot crea de programe de instalare folosind acest API pentru a accelera procesul. Exemplele includ InstallShield (Flexera Software) și WiX (Outercurve Foundation). Instrumentele de creare a programelor de instalare care nu se bazează pe Windows Installer includ Wise Installation Studio (Wise Solutions, Inc.), Installer VISE (MindVision Software), Visual Installer (SamLogic), NSIS, Clickteam, InnoSetup și InstallSimple.
macOS include Installer, un manager de pachete nativ. macOS include, de asemenea, o aplicație separată de actualizare a software-ului, Software Update, dar aceasta este doar pentru  Apple și pentru software-ul de sistem. Inclus în suportul de andocare începând cu versiunea 10.6.6, Mac App Store are în comun multe atribute cu aplicația de succes pentru dispozitivele iOS numită App Store. Spre exemplu, au ca elemente comune un proces similar de aprobare a aplicațiilor, utilizarea ID-ului Apple pentru achiziții și instalarea și actualizarea automată. Deși aceasta este metoda de livrare a software-lui preferată de Apple pentru macOS,  licențele achiziționate anterior nu pot fi transferate în Mac App Store pentru descărcare sau actualizare automată. Aplicațiile comerciale pentru macOS pot folosi, de asemenea, un program de instalare aparținând unor terți, cum ar fi versiunea Mac a Installer VISE (MindVision Software) sau InstallerMaker (StuffIt).

### Program de instalare de sistem
Un program de instalare de sistem este software-ul utilizat pentru a configura și instala un sistem de operare pe un dispozitiv.
Exemple de programe de instalare de sistem pentru Linux:
- Anaconda : folosit de CentOS, Fedora
- Calamares : utilizat de mai multe distribuții Linux (inclusiv unele distribuții Ubuntu, Debian și cele derivate)
- Debian-Installer ("DI"): program de instalare clasic pentru Debian (interfețe textuale și grafice[8])
- Programul de instalare Subiquity Ubuntu Server
- Ubiquity : program de instalare pentru Ubuntu Desktop (până în 22.10)
- Ubuntu Desktop Installer : program de instalare actual pentru Ubuntu Desktop (începând cu 23.04)
- YaST pentru proiecte bazate pe SUSE

Un alt exemplu poate fi văzut și la sistemul de operare Haiku, care utilizează un program utilitar numit Haiku Installer pentru a se instala pe un dispozitiv după pornirea de pe un Live CD sau Live USB.